# Тары (хутор)
Тары — хутор в Иловлинском районе Волгоградской области, в составе Авиловского сельского поселения.
Население — 301 (2010)

## География
Хутор расположен в степи, на правом берегу реки Иловля, в пределах Приволжской возвышенности. Выше по течению реки расположен хутор Авилов, ниже — хутор Желтухин. Центр хутора расположен на высоте около 45 метров над уровнем моря. Почвы — тёмно-каштановые, в пойме Иловли — пойменные засоленные.
Через хутор проходит федеральная автодорога «Каспий», также автомобильными дорогами хутор Тары связана с хуторами Желтухин и Авилов. По автомобильным дорогам расстояние до областного центра города Волгограда составляет 86 км, до районного центра рабочего посёлка Иловля — 9 км. Ближайшая железнодорожная станция Иловля-I расположена в рабочем посёлке Иловля.
Часовой пояс
Тары, как и вся Волгоградская область, находится в часовой зоне МСК (московское время). Смещение применяемого времени относительно UTC составляет +3:00.

## История
Хутор относился к юрту станицы Иловлинской Второго Донского округа Области Войска Донского (до 1870 года — Земля Войска Донского). Первоначально был известен как хутор Таровский. Согласно Списку населённых мест Земли Войска Донского 1862 года издания, составленном по данным 1859 года, на хуторе Таровском проживало 115 мужчин и 118 женщин. Согласно переписи населения Российской империи 1897 года на хуторе проживало 277 мужчин и 319 женщин, из них грамотных мужчин — 125, грамотных женщин — 8.
Согласно Алфавитному списку населённых мест Области Войска Донского 1915 года на хуторе Таровском проживало 280 душ мужского и 265 женского пола, на хуторе имелось хуторное правление и 2 мельницы.
В 1921 году в составе Второго Донского округа хутор включён в состав Царицынской губернии. С 1928 года — в составе Иловлинского района Сталинградского округа (округ ликвидирован в 1930 году) Нижневолжского края (с 1934 года — Сталинградского края). В 1963 году Иловлинский район был упразднён, хутор передан в состав Фроловского района. В 1965 году включён в состав вновь образованного Иловлинского района.

## Население
Динамика численности населения по годам:
| 1859 | 1897 | 1915 | 1987 | 2002 |
| ---- | ---- | ---- | ---- | ---- |
| 165  | 596  | 545  | ≈260 | 254  |

| 2010 |
| ---- |
| 301  |